# Mariánské sousoší (Sobotka)
Mariánské sousoší v Sobotce se nalézá na náměstí Míru v centru městečka Sobotka v okrese Jičín.

## Dějiny
Pozdně barokní pískovcové mariánské sousoší od kosmonoského sochaře Martina Ignáce Jelínka bylo postavené na náměstí v Sobotce po velkém požáru městečka v roce 1746.

## Popis
Mariánské sousoší je umístěno v centru náměstí Míru v nepravidelném osmiúhelníku vymezeném litinovým plotem s kamennými patníky. Sousoší o celkové výšce 5 m je umístěno na dvou pískovcových stupních. Čtyřboký sokl je na rozích opatřen nakoso vytočenými pilíři ozdobenými volutami. Horní část centrálního soklu je ozdobena reliéfy světců. Sokl je zakončen výrazně profilovanou zvlněnou římsou. Na nárožních pilířích stojí sochy čtveřice světců. Na západě je to svatý Jan Nepomucký v tradičním ikonografickém pojetí. Na jihu svatý Václav v brnění, plášti a čapce, se zlacenou svatozáří a hrotem kopí, ovinutým praporcem v pravici. Na východě svatý Vojtěch s plnovousem, biskupskou mitrou a zlacenou berlou. Na severu svatý Prokop v opatském oděvu šlapající na vzpínajícího se draka.
Ze střední části soklu vyrůstá široký čtyřboký pilíř s vybranými rohy a stěnami zdobenými jednoduchými obdélnými kartušemi. Pilíř je završen výrazně profilovanou římsou, na které spočívá sféra s půlměsícem, ovíjená hadem, zakusujícím se do jablka. Na ní stojí Panna Maria Immaculata v bohatě řaseném oděvu se sepjatými pažemi a zlacenou svatozáří.

## Galerie

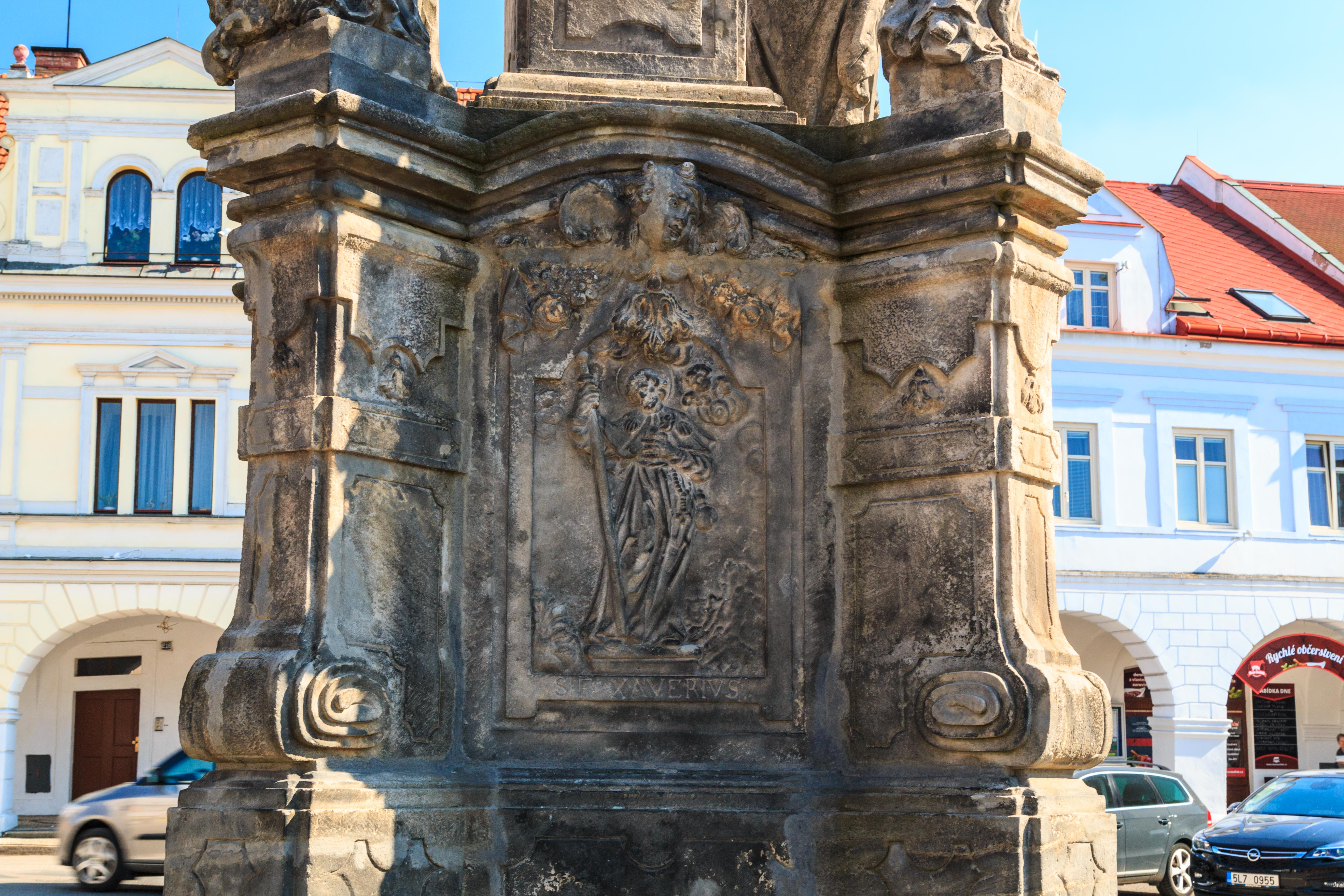
Reliéfy světců na centrálním soklu mariánského sousoší v Sobotce
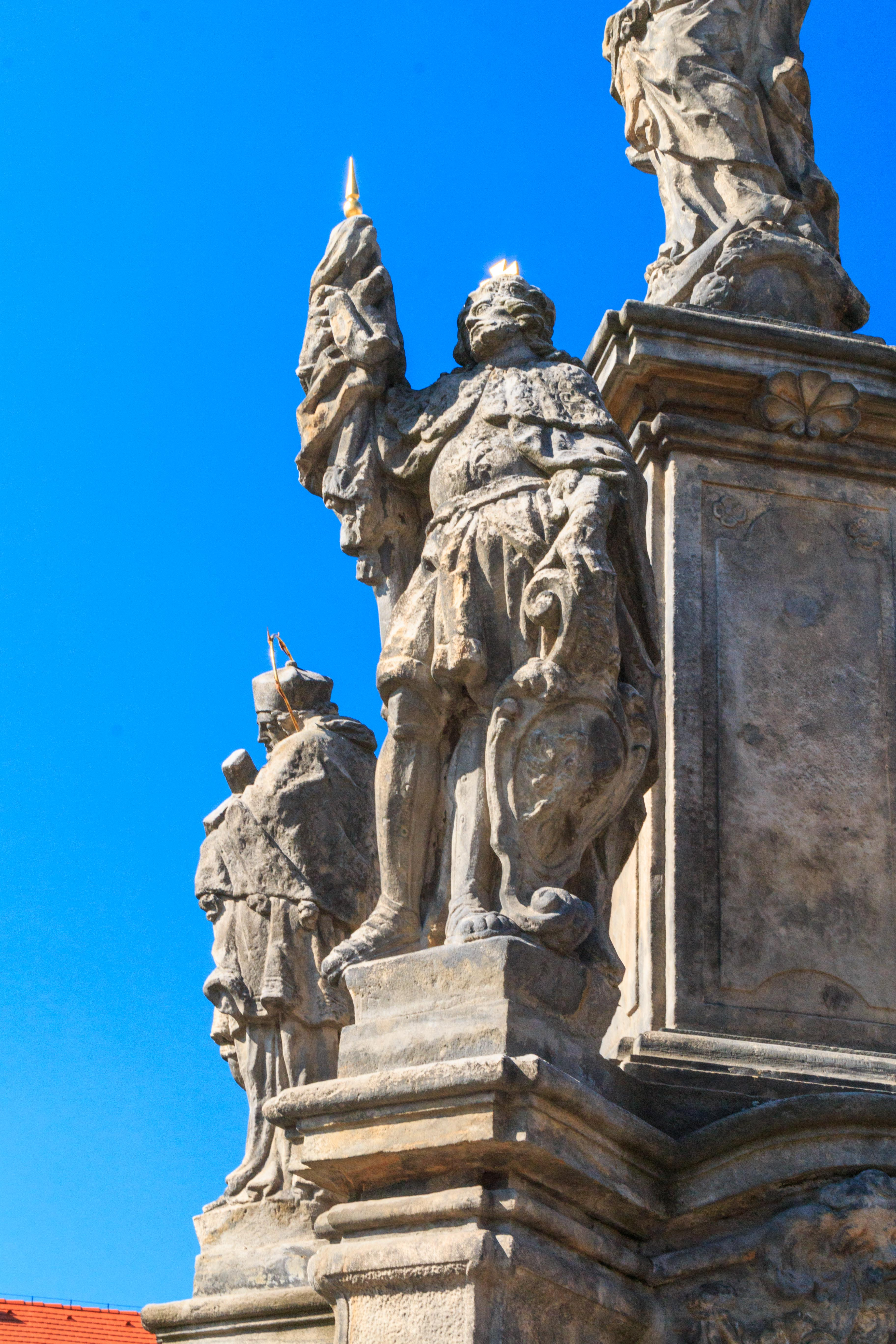
Sochy světců na nárožních pilířích mariánského sousoší v Sobotce
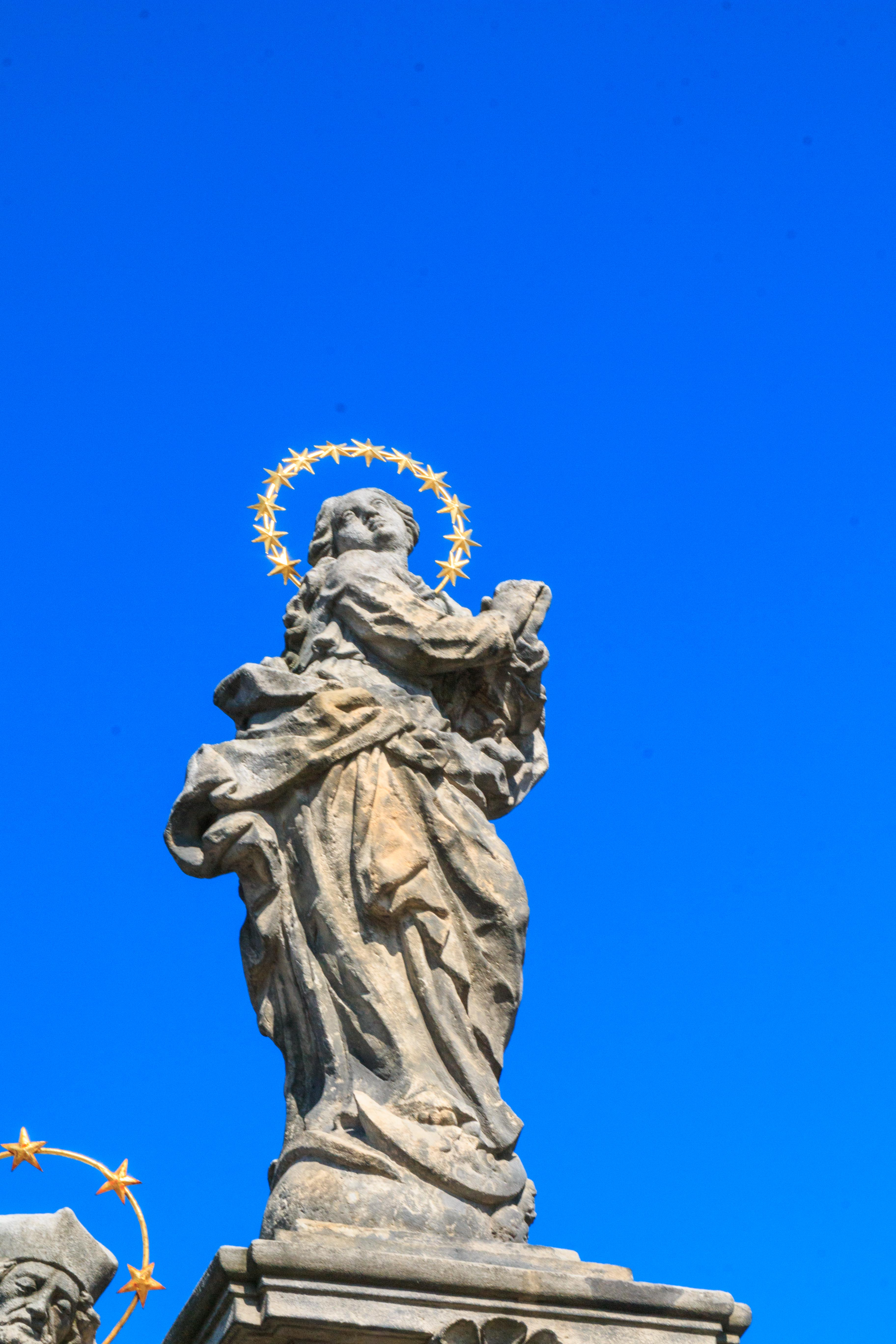
Panna Maria Immaculata na mariánském sousoší v Sobotce
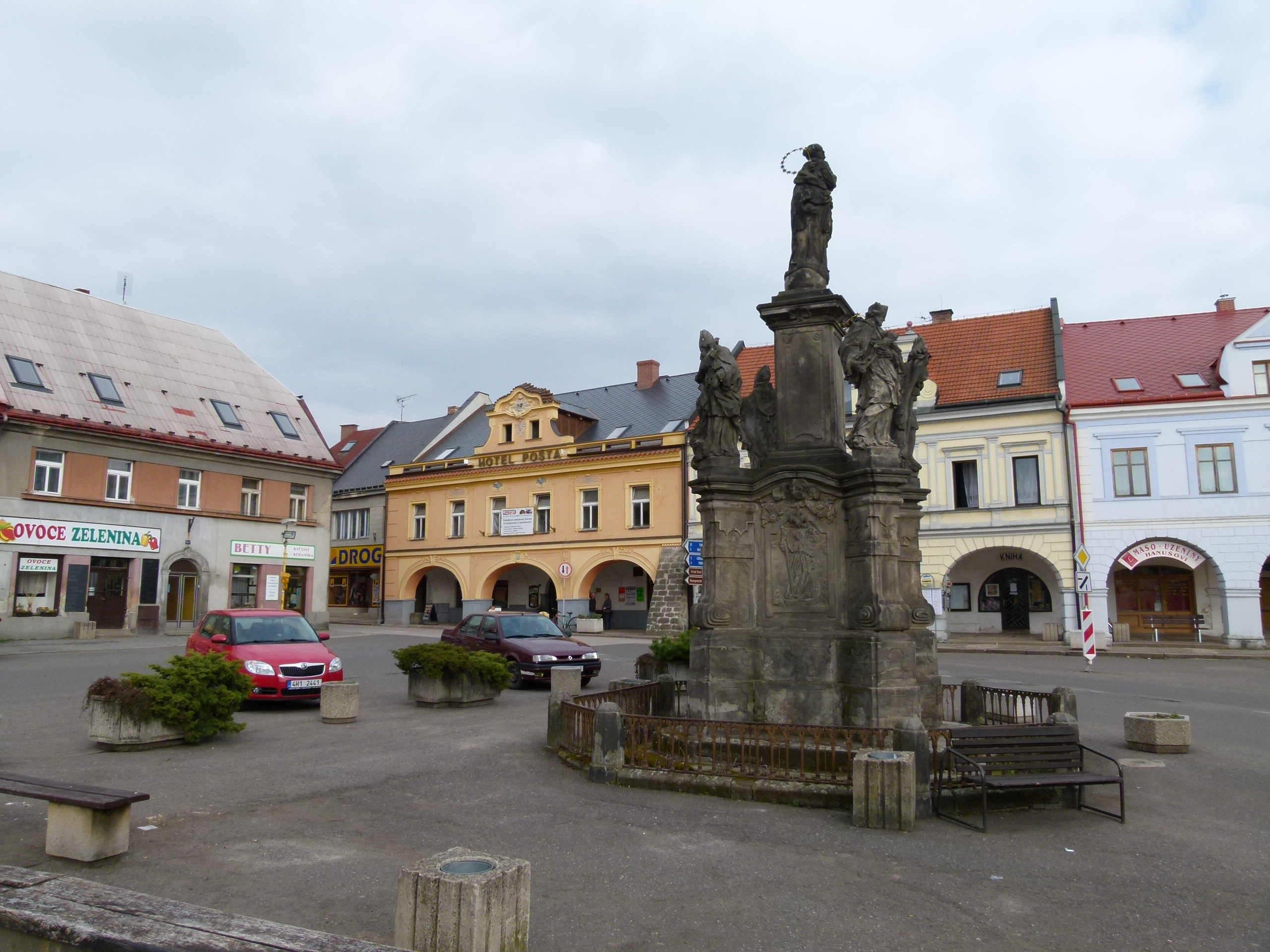
Celkový pohled Mariánské sousoší na náměstí Míru v Sobotce